# Vespula vulgaris
Vespula vulgaris és una espècie d'himenòpter apòcrit de la família dels vèspids (Vespidae). És una vespa eusocial que construeix nius de paper gris dins o sobre d'estructures capaces de suportar-lo. És present a la major part d'Euràsia, inloent-hi la península Ibèrica, i ha estat introduïda a Austràlia i Nova Zelanda. Sota terra sol fer servir caus abandonats de mamífers. Presenta colors aposemàtics, groc i negre.

## Morfologia
Les obreres adultes mesuren uns 12–17 mm del cap a l'abdomen, mentre que la reina fa uns 20 mm. Presenten una taca en forma d'àncora o de daga a la cara i una sèrie de punts negres a la part dorsal de l'abdomen (terga gastral) que solen estar fusionats amb els anells negres. Aquestes característiques permeten diferenciar Vespula vulgaris de Vespula germanica, en la qual podem trobar tres punts negres a la cara en lloc de la taca en forma d'àncora i punts negres a l'esquena sense fusionar amb els anells.

## Niu i cicle vital

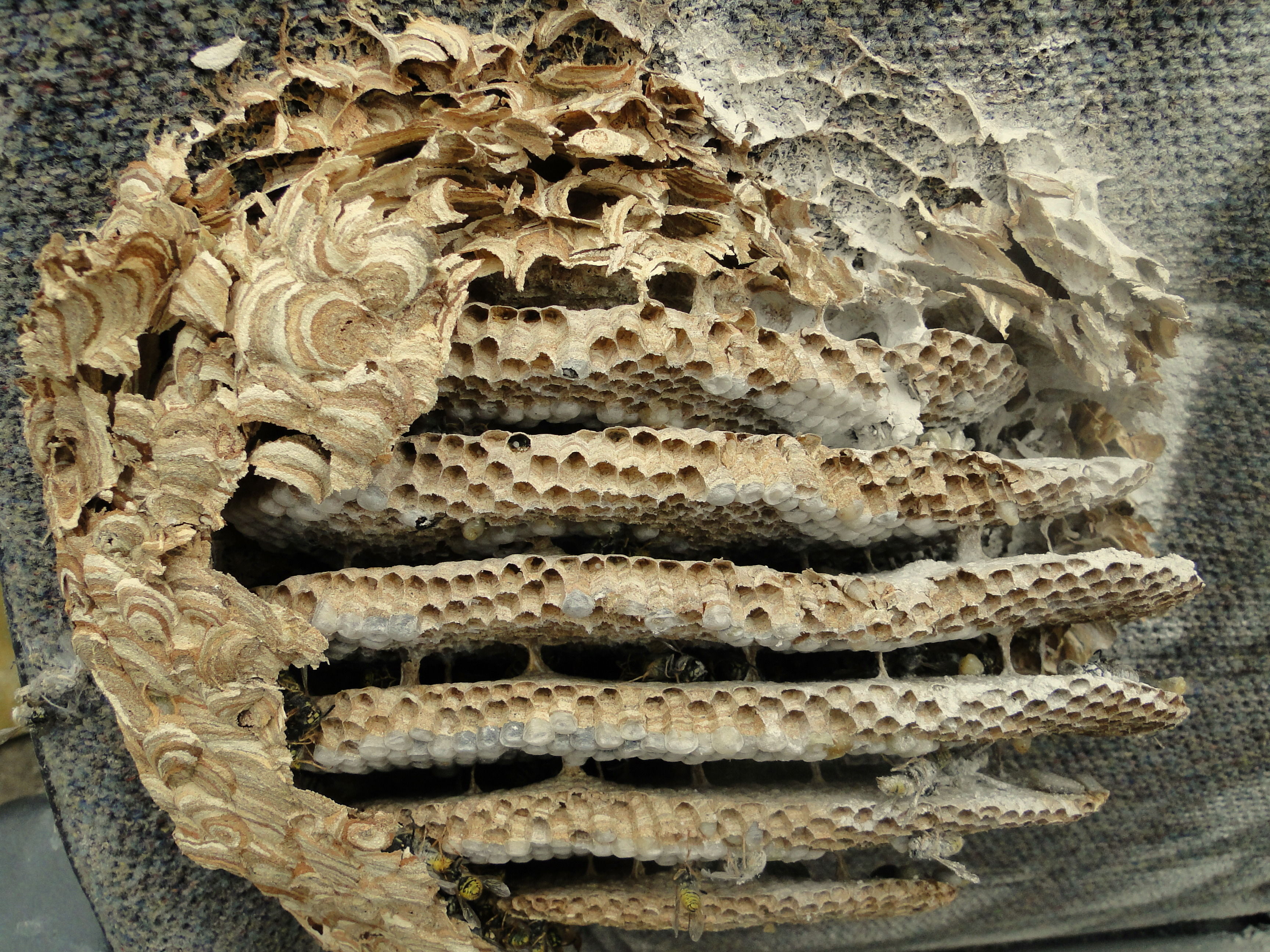
Niu de Vespula vulgaris al qual s'ha tret la part exterior per mostrar els nivells de cel·les separats per pecíols.

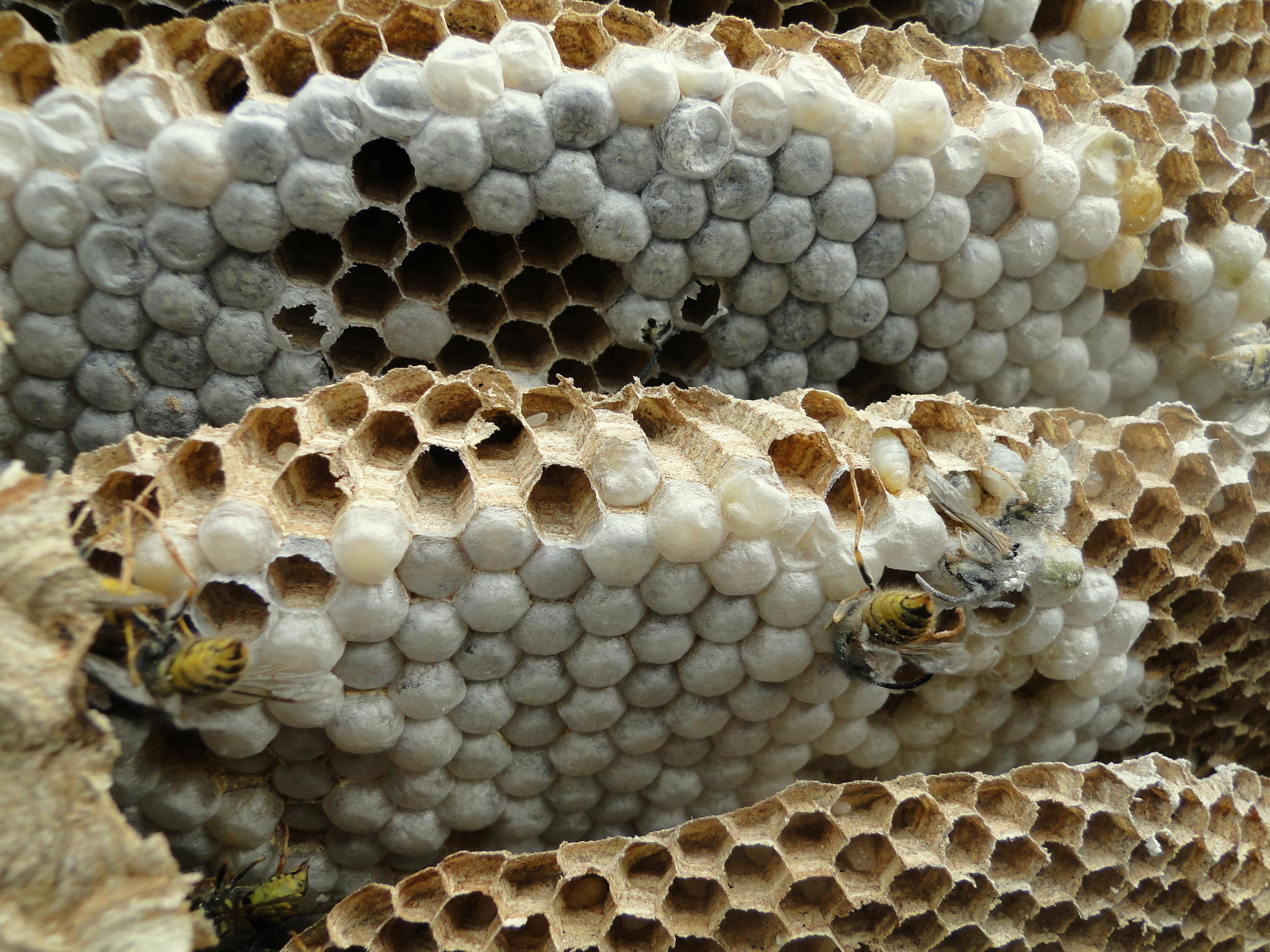
Cel·les larvals (les cel·les cobertes contenen larves en el procés de metamorfosi.

El niu és fet de fibres de fusta mastegades i barrejades amb saliva. Té cel·les obertes i una columna cilíndrica anomenada "pecíol" que uneix el niu al substrat. Les vespes produeixen substàncies químiques que repel·leixen les formigues i la segreguen al voltant del pecíol per evitar la depredació. Una reina solitària comença el niu; construeix 20-30 cel·les abans de la posta d'ous inicial. Aquesta fase comença a la primavera, depenent de les condicions climàtiques. En aquest procés, la reina construeix el pecíol i una cel·la al final. Després afegeix sis cel·les al voltant de l'inicial, donant lloc a la característica forma hexagonal de les cel·les. Es deixa un ou a cada cel·la, i un cop es desclouen, cada larva s'aguanta verticalment estrenyent el seu cos contra les parets. Ara la reina dedica el temps a l'alimentació de les larves amb sucs i insectes mastegats i a l'ampliació del niu. Un cop les larves assoleixen la mida final, cobreixen les respectives cel·les i inicien la metamorfosi: es converteixen en pupes i finalment en adultes. Quan les adultes emergeixen, s'encarreguen de la recerca d'aliment, de la cura de les cries i del manteniment del niu. La reina, que ara és alimentada per les obreres, concentra tota la seva energia en la reproducció. El niu, que és esfèric, es construeix de dalt cap a baix, amb successives crestes de cel·les separades per pecíols. Les larves de reina són criades a les cel·les més grans de les crestes inferiors. El niu finalitzat pot contenir entre 5.000 i 10.000 individus
Cada colònia inclou una reina fèrtil i diverses obreres estèrils. Les colònies normalment duren un any, i tots els individus menys la reina moren a principis d'hivern. Les noves reines i els mascles són produïts a finals d'estiu. Després de l'aparellament la reina hiberna en un forat o algun altre lloc protegit, de vegades en edificis. Els nius de vespa no es reutilitzen d'un any per l'altre; tanmateix, en el clima suau de Nova Zelanda i Austràlia, algunes colònies poden sobreviure l'hivern. En tot cas, això és més comú en Vespula germanica.
Vespula vulgaris caça insectes, incloent-hi erugues, per alimentar les seves larves; els adults es nodreixen de nèctar i fruita dolça. V. vulgaris també envaeix els ruscos de les abelles de la mel per prendre'n la mel; en tal cas les abelles intentaran defensar-se picant la vespa fins a matar-la.
Les vespes comunes estan subjectes a depredació per part de l'aligot vesper, que excava els nius per obtenir-ne les larves. El sírfid Volucella pellucens i espècies properes ponen els ous en els nius de les vespes, i les seves larves s'alimenten de vespes joves i adultes mortes. Les aranyes són també depredadores d'aquesta i altres espècies de vespa. Una espècie d'àcar paràsit, Varroa destructor jacobsoni, va ser trobada en les larves de Vespula vulgaris a Polònia el 1988.

## Categoria de plaga
Juntament amb Vespula germanica i dues espècies de Polistes, Vespula vulgaris és considerada una plaga a llocs com Nova Zelanda, on competeix amb les espècies endèmiques pel menjar, com insectes i melassa.

## Imatges addicionals
- Imatge augmentada amb microscopi del fibló d'una reina de Vespula vulgaris
- Reina tornant al niu
- Vídeo mostrant l'activitat de l'entrada d'un niu madur de V. vulgaris
- Fotografia del rostre
- Imatge dorsal d'una larva